# Noriko Yamashita
Pour les articles homonymes, voir Yamashita.
Noriko Yamashita (山下規子, Yamashita Noriko), née le 6 mars 1945 dans la préfecture de Yamaguchi (Japon), est une ancienne joueuse japonaise de volley-ball.
Elle est médaillée d'argent aux Jeux de 1972.

## Carrière
Noriko Yamashita fait partie de l'équipe japonaise qui remporte la médaille d'argent aux Jeux de 1972, battue en finale par les Soviétiques. Elle est également médaillée d'argent aux Mondiaux 1970.

## Palmarès

### En équipe nationale
- Jeux olympiques
  -  1972 à Munich.

- Championnat du monde
  -  1970 à Varna.

### En club
- Tournoi de Kurowashiki[3]
  - Vainqueur : 1964, 1965, 1966, 1967, 1969.
  - Finaliste : 1970.